# キク・ピーリー
キク・ピーリー（Kik Pierie、2000年7月20日 - ）は、アメリカ合衆国・マサチューセッツ州ボストン出身のサッカー選手。エールディヴィジ・SBVエクセルシオール所属。ポジションはDF。

## クラブ経歴
アメリカ合衆国のボストンで元アイスホッケーの父の元、3兄弟の長男として生まれ、1歳の時オランダのザイストに移住した。キクが5歳になるとレーワルデンに移った。
その後はSCヘーレンフェーンで育成され、2017年5月17日、FCユトレヒト戦にてトップチームデビュー。10月にはイギリスの大衆紙ガーディアン選出のブレイク期待の若手候補60人に選出された。
2019年4月17日、アヤックス・アムステルダムと5年契約を結んだ。
2020年1月16日、2020-21シーズンはFCトゥウェンテへレンタルされることが発表された。
2022年11月30日、2022-23シーズンはSBVエクセルシオールへレンタルされることが発表された。2023年7月11日に完全移籍となった。